# Onthophagus rufocastaneus
Onthophagus rufocastaneus är en skalbaggsart som beskrevs av Leon Fairmaire 1887. Onthophagus rufocastaneus ingår i släktet Onthophagus och familjen bladhorningar. Inga underarter finns listade i Catalogue of Life.